# Culicoides neavei
Culicoides neavei är en tvåvingeart som beskrevs av Austen 1912. Culicoides neavei ingår i släktet Culicoides och familjen svidknott. Inga underarter finns listade i Catalogue of Life.